# Nyctemera elongata
Nyctemera elongata là một loài bướm đêm thuộc phân họ Arctiinae, họ Erebidae.